# Тангерминде
Тангерминде (њем. Tangermünde) град је у њемачкој савезној држави Саксонија-Анхалт. Једно је од 26 општинских средишта округа Штендал. Према процјени из 2010. у граду је живјело 11.100 становника. Посједује регионалну шифру (AGS) 15090550, NUTS (DEE0D) и LOCODE (DE TAE) код.

## Географски и демографски подаци
Тангерминде се налази у савезној држави Саксонија-Анхалт у округу Штендал. Град се налази на надморској висини од 43 метра. Површина општине износи 89,9 km². У самом граду је, према процјени из 2010. године, живјело 11.100 становника. Просјечна густина становништва износи 124 становника/km².

## Међународна сарадња
| Мјесто    | Држава    | Врста сарадње | Од    |
| --------- | --------- | ------------- | ----- |
| Таварнеле | Италија   | контакт       | 2000. |
|           | Француска | партнерство   | 1992. |
| Извор     |           |               |       |